# Мурен
Мурен (також Мурон, Морон) — місто у Монголії, центр Хувсугульського аймаку.

## Географія
Місто розташоване за 692 км від Улан-Батора на річці Делгер-Мурен (південний край озера Хубсуґул), висота над рівнем моря — 1283 метри.

### Клімат
Місто знаходиться у зоні, котра характеризується континентальним субарктичним кліматом. Найтепліший місяць — липень із середньою температурою 16.1 °C (61 °F). Найхолодніший місяць — січень, із середньою температурою -21.7 °С (-7 °F).
| Клімат Мурена           | Клімат Мурена | Клімат Мурена | Клімат Мурена | Клімат Мурена | Клімат Мурена | Клімат Мурена | Клімат Мурена | Клімат Мурена | Клімат Мурена | Клімат Мурена | Клімат Мурена | Клімат Мурена | Клімат Мурена |
| Показник                | Січ.          | Лют.          | Бер.          | Квіт.         | Трав.         | Черв.         | Лип.          | Серп.         | Вер.          | Жовт.         | Лист.         | Груд.         | Рік           |
| Абсолютний максимум, °C | −1            | 6             | 16            | 27            | 27            | 33            | 31            | 32            | 28            | 22            | 10            | 2             | 33            |
| Середній максимум, °C   | −15           | −9            | 0             | 8             | 16            | 21            | 22            | 21            | 16            | 7             | −4            | −12           | 6             |
| Середня температура, °C | −21           | −16           | −8            | 1             | 8             | 14            | 16            | 14            | 8             | 0             | −2            | −18           | 3             |
| Середній мінімум, °C    | −28           | −24           | −16           | −6            | 0             | 7             | 10            | 7             | 0             | −8            | 0             | −25           | −8            |
| Абсолютний мінімум, °C  | −47           | −47           | −37           | −21           | −15           | −2            | 2             | −5            | −12           | −22           | −37           | −42           | −47           |
| Норма опадів, мм        | 0             | 0             | 0             | 0             | 10            | 170           | 80            | 50            | 10            | 10            | 0             | 0             | 370           |
| Днів з дощем            | 0             | 0             | 0             | 0             | 1             | 4             | 8             | 5             | 1             | 1             | 0             | 0             | 23            |
| Вологість повітря, %    | 69            | 65            | 54            | 43            | 42            | 52            | 64            | 67            | 58            | 56            | 61            | 67            | 58            |
| ----------------------- | ------------- | ------------- | ------------- | ------------- | ------------- | ------------- | ------------- | ------------- | ------------- | ------------- | ------------- | ------------- | ------------- |
| Джерело: Weatherbase    |               |               |               |               |               |               |               |               |               |               |               |               |               |

## Назва

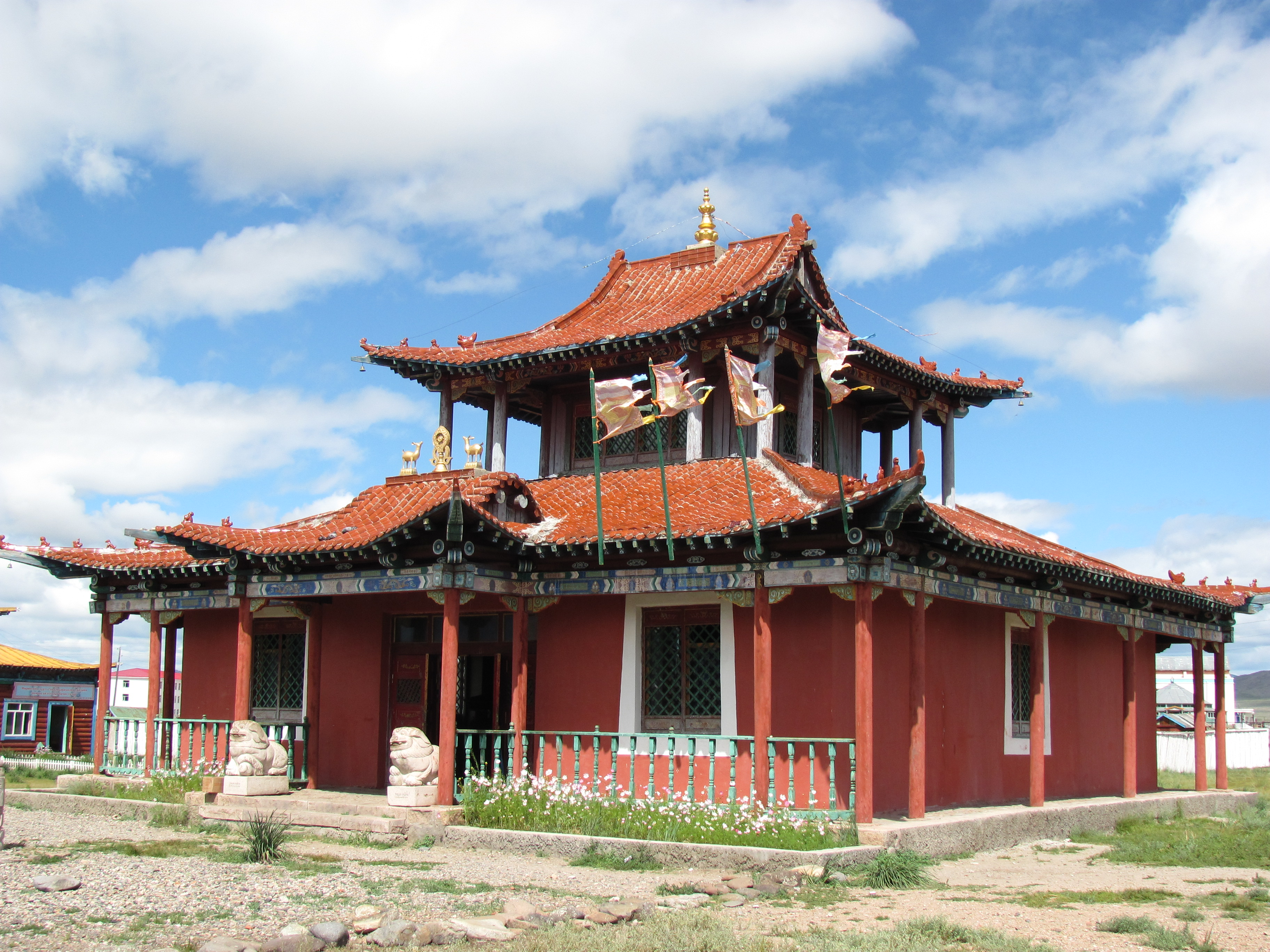
Монастир в Мурені

Мурен — назва низки великих чи середніх річок у Прибайкаллі — монгольською та бурятською слово означає «повновода річка».

## Населення
Наприкінці 2007 року населення складало 36082 особи, площа 102,9 км², щільність населення 351 особа/км².

## Економіка
У місті розташовано підприємства харчової, деревообробної, текстильної промисловості, ТЕЦ. Біля міста є видобуток вугілля. Також тут розташований один з найбільших ринків Монголії.

## Соціальна сфера
У місті є музей історії, театр, лікарня, пошта, готель, банк, декілька шкіл та дитячих садків.

## Історія
Мурен був заснований як торговий центр поруч з монгольським хуре — монастирем, який був заснований у 1809 році. У минулому це був одним з найбільших релігійних центрів у північній Монголії, що мав 60 будівель. Історія цього монастиря нез'ясована, але спочатку він був кочівним монастирем. Перші будівлі датовані 1890 роком, 1921 року в ньому жило 1300 лам, 1937 року монастир було зруйновано. Новий монастир Данзандар'я-Хийд відкритий 1990 року на місці старого і у ньому живе 30 монахів. Тоді ж поруч з містом було знайдено масове захоронення 5000 розстріляних монахів (це складало понад 1 % дорослого населення Монголії 1937 року).

## Культура

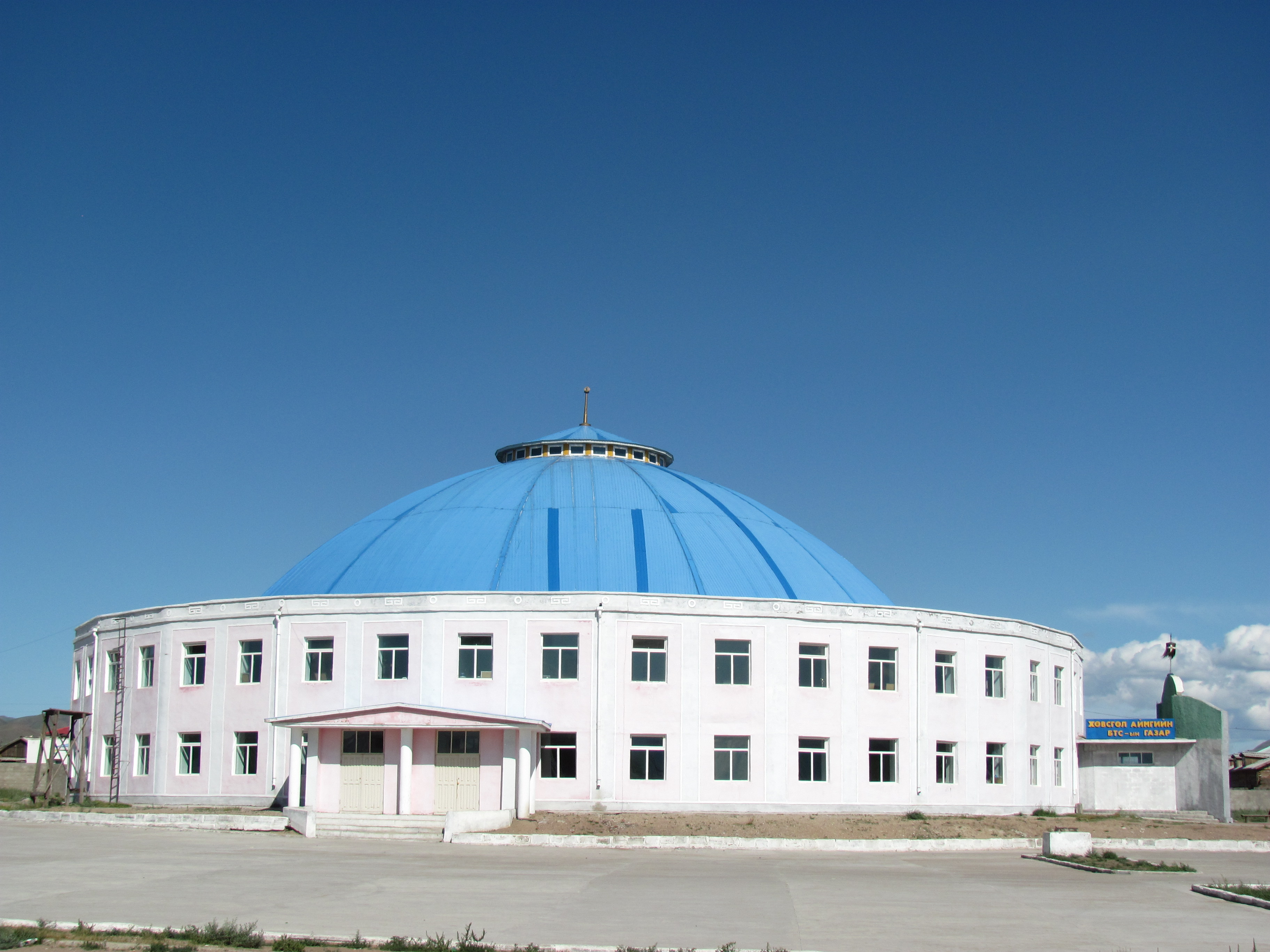
Стадіон борців у Мурені

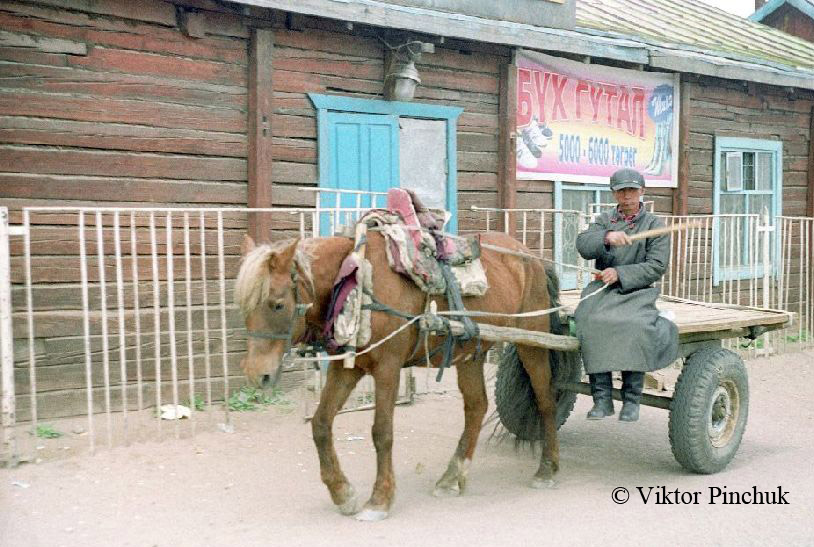
Віз (транспорт у Мурені)

У місті є пам'ятник Давадоржі — місцевому герою, який воював з японцями на Халхин-Голі 1939-го. Краєзнавчий музей має експонати з історії краю, а також експозицію про культуру цаатанів-оленеводів, етнічна меншість дархадського краю. Музей також має статую багаторукого Аволокашвари у незвичному для Монголії стилі.
На південний захід від Мурену збереглися руїни «Білого міста Ерхім» — одного з найважливіших міст 13 сторіччя у Монголії. На захід від Мурена в долині Делгер-Шайхан можна знайти чималу кількість могил та керексурів — похоронних будівель, серед яких знаходяться знамениті 14 стел з зображенням летючих оленів. Їх висота складає від 3 до 5 метрів, ширина 50-60 см, товщина удвічі менша за ширину. За 10 км від цього міста за Хадаським джерелом розташовано ще 5 оленячих каменів. Рідкісний пам'ятник 3000-річного віку відкритий поруч з Муреном у місцевості Ушгийн-Увур. На великому капищі стоять три ряди оленячих каменів повернутих обличчям на схід. На одному з них чітко видно обличчя людини — це єдиний відомий оленячий камінь із зображенням обличчя людини.
Стадіон борців — сучасна споруда у східній частині міста. Невелика двоповерхова будівля у формі кола, перед стадіоном встановлено пам'ятник трьом видатним борцям з Мурена. Будівля призначена для проведення тренувань та змагань з монгольської національної боротьби.

Охоронне місце Обо — культова священна споруда у тюрксько-монгольських народів. Обо — місце поклоніння місцевим духам, які володарюють в цій місцевості.

## Транспорт
За 5 кілометрів на північний-захід від центру міста розташовано міський аеропорт який обслуговує місцеві авіалінії. Від Мурена до Ерденета йде якісна гравійна дорога довжиною 271 км. Відстань до Улан-Батора 1021 км. Від Хатгала до Мурена 102 км розбитої гравійної дороги з гофром, частина шляху йде руслами висохлих річок.